# Mario's Picross
Mario's Picross este un joc video puzzle din 1995 pentru Game Boy. Dezvoltat de Jupiter și Ape și publicat de Nintendo, este o compilație de puzzle-uri logice. Jocul a primit inițial recenzii pozitive, recenzorii citând durata jocului și natura sa captivantă ca fiind aspecte pozitive, dar absența elementelor tipice seriei Mario ca fiind aspecte negative.
Deși jocul a vândut bine în Japonia, a eșuat în regiunile vorbitoare de limbă engleză. Drept urmare, jocul a fost urmat de două sequel-uri, Mario's Super Picross și Picross 2, lansate doar în Japonia. Următorul joc Picross publicat de Nintendo care va fi lansat în regiunile vorbitoare de limbă engleză va fi Picross DS în 2007, doisprezece ani mai târziu. Datorită vânzărilor sale limitate, jocul este oarecum un clasic de cult. Jocul este disponibil și pe Nintendo 3DS prin serviciul său Virtual Console.